# Jordan Loveridge
Jordan Loveridge, (nacido el 26 de noviembre de 1993 en West Jordan (Utah)) es un jugador de baloncesto estadounidense. Con 1.98 de estatura, su puesto natural en la cancha es el de alero. Actualmente juega con Astros de Jalisco de la Liga Nacional de Baloncesto Profesional de México. 

## Trayectoria
Formado en los Utah Utes, tras no ser drafteado en 2016, debutaría como profesional en Hungría en las filas del BC Körmend, donde comenzaría la temporada para acabarla en las filas del BBC Lausanne suizo.
En julio de 2017, llega a Alemania para jugar en las filas del BG 74 Göttingen.